# John Helstone
Johan (John) Nicolaas Helstone (Paramaribo, 14 mei 1944 – Rotterdam, 6 april 2023) was een Surinaams-Nederlands violist, concertmeester en verzamelaar van Surinaamse klassieke muziek. Hij was eerste violist bij het Cincinnati Symphony Orchestra en dertig jaar lang plaatsvervangend concertmeester bij het Rotterdams Philharmonisch Orkest.

## Biografie
John Helstone was vernoemd naar zijn oudoom, Johannes Nicolaas Helstone, de eerste Surinaamse componist van (westerse) klassieke muziek. John Helstone speelde als kind mandoline, maar verruilde die al snel voor de viool. Vanaf zijn achtste jaar kreeg hij vioolles van Peter Sjevtzoff, een Wit-Rus die in Suriname was neergestreken. Op zijn elfde werd hij concertmeester van het jeugdorkest in Paramaribo onder leiding van Harry Haakman.
De Nederlandse violist Jo Juda ontdekte de jonge John en hij kwam, vijftien jaar oud, naar Nederland om les van hem te krijgen. Op zijn zestiende ging hij naar het Amsterdams Conservatorium waar hij cum laude bij Juda afstudeerde en de Prix d'Excellence kreeg (1967). Met Jet Röling en Christiaan Norde vormde hij vanaf 1967 het Philidor Trio, dat regelmatig optrad en ook radio-opnames maakte. In 1969 was hij finalist in het Oskar Back Concours.
Nog voor hij afstudeerde aan het Conservatorium stuurde Anton Leeuwin hem een verzameling manuscripten (1964), grotendeels van de hand van zijn oudoom Johannes Nicolaas. Leeuwin was groot bewonderaar van Johannes Nicolaas en had geijverd voor de oprichting van het Helstonemonument in Paramaribo (1948). Maar de componist was in vergetelheid geraakt en Leeuwin wilde de stukken voor teloorgang behoeden. John Helstone begon hierna, naast zijn carrière als violist, werk van zijn oudoom en van latere Surinaamse componisten te verzamelen. Niemand had er belangstelling voor en deze muziek dreigde verloren te gaan.
Na zijn afstuderen zou hij zijn studie voortzetten bij de Russische violist David Oistrach, die hem als leerling had aangenomen. De Russische inval in Tsjecho-Slowakije (1968) verhinderde dit, alle contacten met Rusland werden verbroken. Hij ging toen met een beurs naar The Juilliard School of Music in New York, waar hij les kreeg van Ivan Galamian en later koos voor Dorothy Delay. Daarnaast was hij twee jaar concertmeester van de Harlem Philharmonic.
Vervolgens werd hij docent aan de University of Cincinnati College Conservatory of Music en was hij lid van de groep eerste violen van het Cincinnati Symphony Orchestra (1973-1975). Van 1975 tot 2005 was hij plaatsvervangend concertmeester van het Rotterdams Philharmonisch Orkest. Hij trad op als solist bij meerdere Nederlandse orkesten, speelde kamermuziek – o.a. in het Philidor Trio - en gaf recitals. Zowel in Europa, als ook in de Nederlandse Antillen, Suriname, en Noord- en Zuid-Amerika.
Daarnaast gaf hij vioolles en bleef hij muziek van Surinaamse componisten verzamelen, waarmee hij incidenteel concerten organiseerde. Ook werkte hij eraan mee dat Het pand der goden, het magnum opus van zijn oudoom Johannes Nicolaas, voor de eerste maal in Nederland kon worden uitgevoerd. Dat gebeurde op 15 februari 2024 in het Concertgebouw te Amsterdam. Hij heeft die uitvoering zelf niet meer meegemaakt.
In april 2023 overleed hij onverwacht, 78 jaar oud. Zijn muziekverzameling is ondergebracht bij het Allard Pierson Museum, Amsterdam. Zijn as is begraven op de Begraafplaats van Hillegersberg.